# سازمان خیریه ایمی واینهاوس
سازمان خیریه اِیمی واینهاوس (انگلیسی: Amy Winehouse Foundation) سازمان خیریه‌ای در بریتانیا و ولز است، که با یاد و خاطره ایمی واینهاوس (۲۰۱۱–۱۹۸۳) خواننده و ترانه‌سرای بریتانیایی در ۱۴ سپتامبر ۲۰۱۱ راه‌اندازی شد.